# Ischnodermataceae
Ischnodermataceae is een monotypische familie van schimmels uit de orde Polyporales. Het enige geslacht is Ischnoderma.